# C.vélo
C.vélo (nom issu de la première lettre de la ville de Clermont-Ferrand et du mot vélo) est le système de vélos en libre-service et de location longue durée de Clermont-Ferrand, disponible depuis le 26 juin 2013. Il était géré au départ par la société Vélogik, puis à partir de 2021 par CityBike France, filiale de l'espagnol Moventia pour et en collaboration avec le Syndicat mixte des transports en commun de l'agglomération clermontoise (SMTC).
Il propose deux types de locations : les vélos en libre service (VLS) (520 vélos), les vélos en location longue durée (200 vélos, dont 13 classiques et 177 à assistance électrique).

## Vélos en libre-service

### Histoire du service

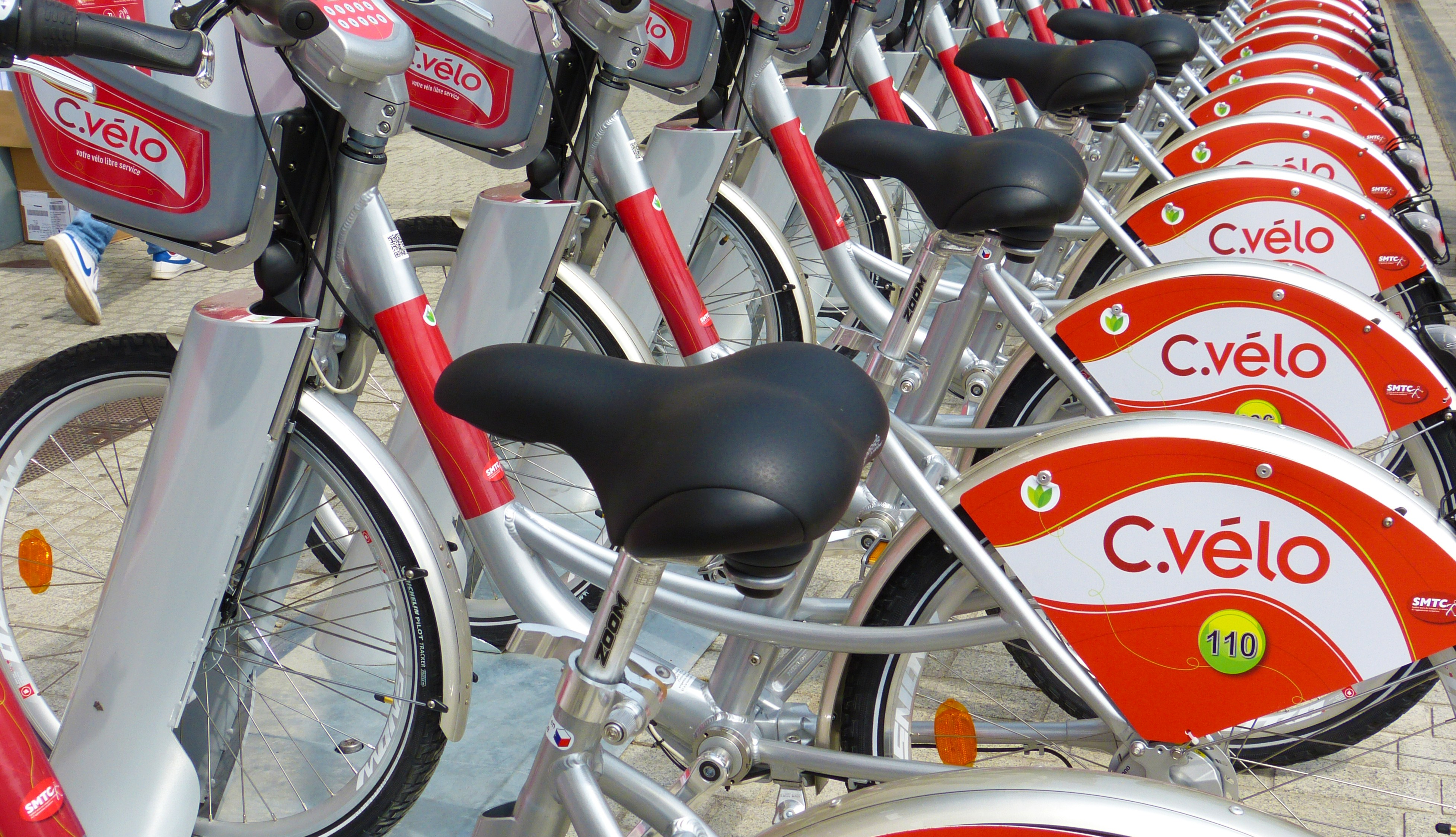
Flotte de vélos C.vélo en 2013.

Le service est lancé le 26 juin 2013 avec une centaine de vélos et dix stations (huit sur la commune de Clermont-Ferrand, une à Chamalières et une sur le campus universitaire des Cézeaux à Aubière). Le 11 juillet 2014, douze stations supplémentaires sont mises en service.
À l'automne 2015, 18 nouvelles stations sont installées, ce qui amène le total des stations à 40. 440 vélos sont proposés en libre-service. L'objectif est d'obtenir un maillage de la ville avec une station à disposition tous les 300 m environ. Les emplacements choisis sont des zones fréquentées, propices à l’intermodalité (utilisation de plusieurs modes) avec la gare SNCF, la ligne de tramway et les lignes de bus. L'ouverture de ces 18 stations est annoncée en septembre et s'étale jusqu'en décembre 2015.
Un clip participatif a été réalisé en 2015 pour promouvoir le service, une première du genre en France pour un service de location de vélos. Des Clermontois ont composé en toutes lettres le logo C.vélo sur la place de Jaude.
Fin 2017, 80 vélos à assistance électrique (VAE) sont ajoutés au parc des vélos en location longue durée.
Depuis avril 2018, l'abonnement annuel est pris en charge par Clermont Auvergne Métropole, entraînant une augmentation forte de l'utilisation du service de vélo en libre-service. Deux mois après la mise en place de la gratuité, le service est passé de 1 300 à 3 000 abonnements. En janvier 2019, le service fête son 10 000e abonné.
Le 30 mars 2018, Clermont Auvergne Métropole vote une extension du service pour douze stations supplémentaires en 2018. Elles sont mises en service à la rentrée 2018 (neuf stations le 27 août 2018 et trois stations courant septembre).
Le 29 janvier 2019, la station Apollinaire est démontée à la suite d'incivilités répétées.[réf. nécessaire]
En 2021, le SMTC change de prestataire. Vélogik est remplacé par CityBike France, filiale du groupe espagnol Moventia. En août 2021, cinq nouvelles stations ont été installées, portant leur nombre à 57, et le parc de vélos est entièrement remplacé. Ils sont désormais au nombre de 680. Moventia est chargée de l'exploitation du service jusqu'en 2031, 
Le réseau s'étendra début 2026 avec vingt-deux stations supplémentaires, y compris dans d'autres quartiers périphériques (Saint-Jacques, Saint-Jean ou La Pardieu) ou des communes de la métropole clermontoise (Cournon-d'Auvergne, Le Cendre et Beaumont). François Rage, président du syndicat mixte des transports en commun de l'agglomération clermontoise (SMTC-AC), n'exclut pas de l'étendre dans d'autres territoires comme Cébazat ou Gerzat.

### Matériel

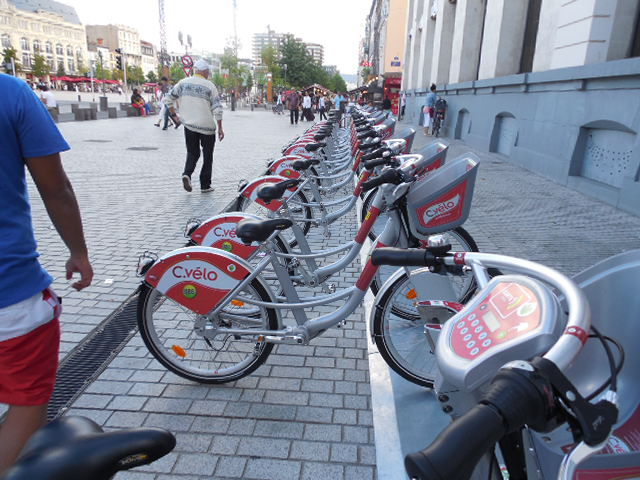
C.vélos, place de Jaude.

Les vélos en libre-service clermontois "première génération" livrés en 2013 étaient fabriqués en France, à La Roche-sur-Yon. Ils avaient été spécialement adaptés à Clermont-Ferrand avec sept vitesses pour s'adapter au relief parfois pentu de la ville. 
Ces vélos ont été retirés du service fin août 2021 et remplacés par des vélos espagnols de marque Moventia.

### Fréquentation

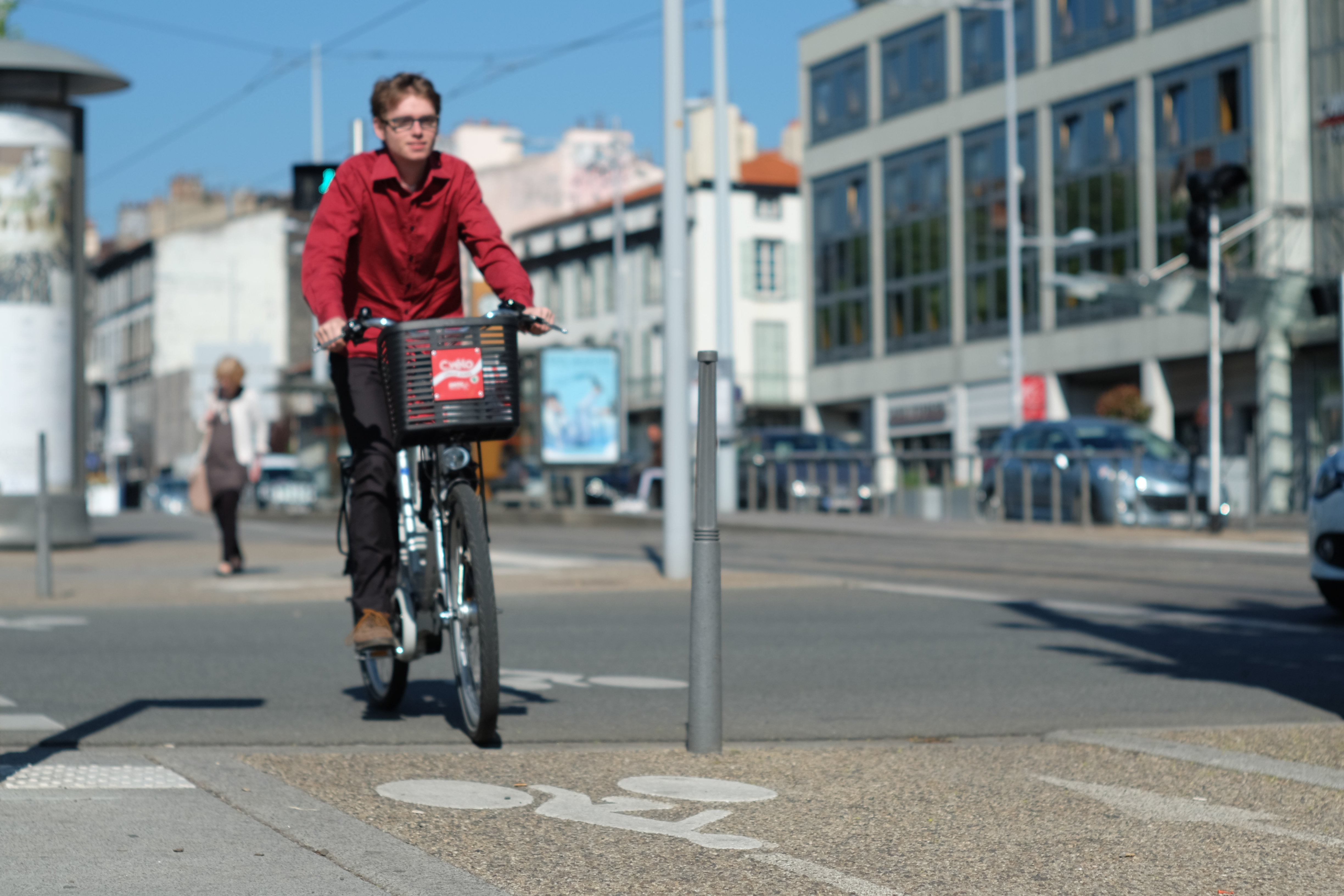
Usager sur un C.vélo.

Pendant sa première année d'existence, 17 000 trajets ont été effectués par 2 100 utilisateurs pour un total de moins de 50 000 kilomètres parcourus. En septembre 2015, le SMTC annonce un total de 50 000 trajets depuis l'ouverture du service.

### Tarifs et modalités de location

#### Tickets courte durée
Pour 2 € ou 7 €, le service est utilisable autant de fois que voulu pendant une journée ou sept jours (paiement accompagné de la caution de 200 € que la régie déclare n'encaisser qu'en cas de non-respect des conditions d'utilisation), un ticket avec un numéro d'identifiant est fourni, il est nécessaire de taper ce numéro avant chaque utilisation d'un vélo. Il faut également ajouter 2 € par demi-heure d'utilisation après une première demi-heure gratuite.

#### Cartes longue durée
L'abonnement annuel de 25 euros par an est devenu gratuit le 10 avril 2018, son coût étant désormais pris en charge par la métropole clermontoise. L'utilisation reste payante pour les locations dépassant une demi-heure. Tout abonnement s'accompagne d'une caution de 200 €, encaissée uniquement en cas de non-respect des conditions d'utilisation.

### Utilisation du service
Le service nécessitait à son lancement l'utilisation de la carte modePass (la carte d'abonné des transports en commun de l'agglomération clermontoise) et de se rendre en agence pour souscrire. Depuis le 10 avril 2018, cela n'est plus nécessaire puisque l'application mobile permet à la fois de s'abonner et de débloquer les vélos.